# Mike Archer
Michael Archer, detto Mike (Sydney, 1945), è uno zoologo australiano, specializzato nello studio dei vertebrati, sia moderni che fossili.

## Biografia
Si è laureato in geologia e biologia all'Università di Princeton nel 1967 e ha ottenuto il dottorato nel 1976 presso la University of Western Australia. Ha iniziato a lavorare presso il Western Australian Museum nel 1967-1971 ed è stato curatore dei mammiferi presso il Queensland Museum nel 1972-1978. Dal 1978 insegna all'Università del Nuovo Galles del Sud.
Nel 1999 annunciò pubblicamente l'avvio di un progetto di clonazione del tilacino; dopo i primi parziali successi, il progetto venne però abbandonato nel 2005. Tuttavia, lo stesso anno, Archer annunciò che il progetto sarebbe stato portato avanti da un gruppo di università interessate e da un centro di ricerca.